# Roadrunner Records
La Roadrunner Records è una etichetta discografica olandese, che produce e promuove principalmente musica heavy metal. L'etichetta nacque originariamente sotto il nome di Roadracer Records nel 1980. Nel 2006 è diventata proprietà della Warner Music Group.

## Storia

### Gli anni '80
L'etichetta venne creata nei Paesi Bassi nel 1980 con il nome di Roadracer Records, ed iniziò importando in Europa il metal nordamericano. Nel 1986 aprì la prima sede americana a New York, cui seguirono altre filiali in Inghilterra, Germania, Francia, Giappone e Australia.
I primi veri successi furono gli album delle band King Diamond e Annihilator. Negli anni ottanta furono pubblicati anche Slowly We Rot degli Obituary e Beneath the Remains dei Sepultura.

### Gli anni '90
Negli anni novanta vennero firmati gruppi come Pestilence, Deicide e Type O Negative. Nel corso del tempo, alcuni di loro hanno ottenuto una fama internazionale, come i Sepultura. Chaos A.D., del gruppo thrash metal brasiliano, fu il primo album pubblicato dalla Roadrunner ad entrare nella Top 40 della classifica Billboard, poi i Type O Negative diventarono il primo gruppo dell'etichetta ad aggiudicarsi nel 1995 il disco d'oro per Bloody Kisses, uscito due anni prima.

### Gli anni 2000
Nel 2000 gli Slipknot si sono aggiudicati il disco di platino.
Nel 2001 la casa discografica è entrata nell'orbita della Universal Music Group.
Per celebrare il suo venticinquesimo compleanno, l'11 ottobre 2005, l'etichetta ha creato il supergruppo Roadrunner United, a cui hanno partecipato 57 artisti di 45 gruppi che erano o erano stati sotto contratto, per realizzare il disco The All-Star Sessions.
Il 18 dicembre 2006 la Warner Music Group ha acquisito la maggioranza delle azioni della Roadrunner.

## Artisti della Roadrunner
- 36 Crazyfists
- 3 Inches of Blood (esclusi USA)
- 8 Foot Sativa (solo Nuova Zelanda)
- Behind Crimson Eyes (solo Australia)
- Betzefer
- Black Label Society
- Black Stone Cherry
- Bleeding Through (esclusi USA)
- Blood Has Been Shed (solo Olanda e USA)
- Caliban (esclusi USA)
- CKY
- Cradle of Filth
- Daath (dal 2006)
- De Novo Dahl
- DevilDriver
- Devilicious (Regno Unito)
- Dream Theater
- Dragonforce (solo USA e Regno Unito)
- Dreadnaught (solo Australia)
- The Dresden Dolls (USA, Regno Unito e Australia)
- Eighteen Visions (solo Regno Unito)
- Electric Eel Shock (solo Giappone)
- Everytime I Die (solo Regno Unito)
- Fear Factory (solo Regno Unito)
- Hatebreed]
- Hopesfall (solo Regno Unito e Australia)
- Illdisposed (solo Australia)
- Kahtmayan (solo USA e Regno Unito)
- Khoma (solo Regno Unito)
- Killswitch Engage
- Liv Kristine (solo Europa)
- Machine Head
- Madina Lake
- Megadeth
- Most Precious Blood (solo Regno Unito e Australia)
- Negative (solo Europa)
- New York Dolls
- Nickelback
- Open Hand (solo Regno Unito e Australia)
- Opeth
- Pain
- Poison the Well (solo Regno Unito)
- Porcupine Tree (esclusi Nord America e Giappone))
- Sanctity
- Satyricon (esclusi USA e Norvegia)
- Sepultura
- Sevendust (solo Europa e Australia)
- Shadows Fall (esclusi USA)
- Slipknot
- Soulfly
- Still Remains
- Stone Sour
- Terror (solo Regno Unito e Australia)
- The White Rooms (solo Australia)
- Theory of a Deadman
- Throwdown (esclusi USA)
- Trivium
- Walls of Jericho (solo Regno Unito e Australia)
- Within Temptation (solo USA, Regno Unito, Giappone Australia)
- 40 Below Summer
- Above All
- Amen
- Annihilator
- Anyone
- Artillery
- Atrophy
- Beki And The Bullets
- Believer
- Biohazard
- Black Train Jack
- Blue Mountain
- Boiler Room
- Brujeria
- Buzzoven
- Carnivore
- Chimaira
- Coal Chamber
- Cynic
- Death
- Defiance
- Deicide
- Delain
- Die Monster Die
- Dirty Americans
- Disincarnate
- Dislocated Styles
- Dog Eat Dog
- DoubleDrive
- Downer
- downthesun
- Dry Kill Logic
- Earth Crisis
- Ether Seeds
- Exhorder
- Faktion
- Fear Factory
- Five Pointe O
- Floodgate
- Frankenbok
- From Autumn to Ashes
- Front Line Assembly
- Gang Green
- Glassjaw
- goneblind
- Gorguts
- Gruntruck
- Heathen
- High Holy Days
- Ill Niño
- Immolation
- Infernal Majesty
- Intermix
- Jerry Cantrell
- Johnny Q. Public
- Junkie XL
- Karma To Burn
- Kemuri
- Kevin Salem
- King Diamond
- Life of Agony
- Madball
- Malevolent Creation
- MC Breed
- Mercyful Fate
- Misfits
- Mucky Pup
- Murderdolls
- Nailbomb
- Nightwish
- Non-Intentional Lifeform
- Obituary
- Optimum Wound Profile
- Pestilence
- PE'Z
- Quick Change
- Realm
- Red Tape
- Rumblefish
- Sadus
- Scarlet
- Sepultura
- Shank 456
- Shelter
- Shootyz Groove
- Skinlab
- Spineshank
- Sinch
- Solitude Aeturnus
- Star Star
- Steven Lemay
- Suffocation
- The 69 Eyes
- The Agony Scene
- The Moon Seven Times
- The Sheila Divine
- The Workhorse Movement
- Thornley
- Tin Foil Phoenix
- Toxik
- To My Surprise
- Twelve Tribes
- Twice The Sun
- Type O Negative
- Vision of Disorder
- Wednesday 13
- Whiplash
- Xentrix
- Zao